# Hemau
Hemau (pronunciación en alemán: /ˈheːmaʊ̯/ⓘ) es una ciudad de Baviera (Alemania). Tiene aproximadamente 8.500 habitantes.
En esta ciudad se encuentra Solar Park, que es una de las centrales de energía solar fotovoltaica más grande del mundo, que suministra electricidad a cerca de 4500 personas.
La central se ubica en un antiguo campo de almacenamiento de municiones de la Guerra Fría, en un área de 7 hectáreas.